# موريتز أوزوالد
موريتز أوزوالد (بالألمانية: Moritz Oswald)‏ هو لاعب كرة قدم نمساوي، ولد في 5 يناير 2002 في النمسا.

## وصلات خارجية
- موريتز أوزوالد على موقع قاعدة بيانات كرة القدم.إي يو (الإنجليزية)
- موريتز أوزوالد على موقع Soccerway.com (الإنجليزية)
- موريتز أوزوالد على موقع عالم كرة القدم.نت (الإنجليزية)